# Daan de Groot
Daniël „Daan” de Groot (ur. 25 maja 1933 w Amsterdamie, zm. 8 stycznia 1982 tamże) – holenderski kolarz torowy i szosowy, brązowy medalista torowych mistrzostw świata.

## Kariera
Największy sukces w karierze Daan de Groot osiągnął w 1953 roku, kiedy zdobył brązowy medal w indywidualnym wyścigu na dochodzenie podczas mistrzostw świata w Zurychu. W zawodach tych wyprzedzili go jedynie dwaj Włosi: Guido Messina i Loris Campana. Był to jedyny medal zdobyty przez de Groota na międzynarodowej imprezie tej rangi. Sześciokrotnie zdobywał medale torowych mistrzostw Holandii, w tym złoty w swej koronnej konkurencji w 1956 roku. Startował również w wyścigach szosowych, wygrywając między innymi Omloop der Kempen w 1954 roku oraz kryteria w Assen w 1956 roku i Oostburgu w 1959 roku. W 1955 roku wygrał jeden z etapów Tour de France, ale w klasyfikacji generalnej zajął dopiero 36. miejsce. Najlepszy wynik w tym wyścigu uzyskał rok później, kończąc rywalizację na piętnastej pozycji. Brał udział w igrzyskach olimpijskich w 1952 w Helsinkach.